# زهور كرام
زهور كرّام (15 فبراير 1961 سطات بالمغرب) روائية وناقدة وأكاديمية مغربية وأستاذة التعليم العالي بجامعة ابن طفيل في مدينة القنيطرة بالمغرب. رئيسة مشاريع علمية ووحدات بحث دكتوراه، ورئيسة مختبر اللغة والإبداع والوسائط الجديدة.

## عن حياتها
حائزة على دكتوراه الدولة في تحليل الخطاب الروائي.

## عضوياتها
لها عدة عضويات منها:
- عضو سابق في لجان تحكيم منها جائزة العويس وجائزة الكتاب لوزارة الثقافة المغربية ولجان تحكيم أخرى.
- عضو في هيئات استشارية وعلمية لمجلات مغربية وعربية. عضو لجان قراءة مخطوطات لدور نشر مغربية وعربية.
- منظمة لمؤتمرات وندوات عربية ودولية.

## أعمالها
بعض من أعمال كرام:
- جسد ومدينة، دار وليلي، 1996
- سفر في الإنسان، منشورات البوكيلي، 1998
- في ضيافة الرقابة، منشورات الزمن، 2001
- قلادة قرنفل، دار الثقافة، 2004
- بيبليوغرافيا المبدعات المغاربيات، دار الأمان، بالاشتراك مع د. محمد قاسمي، 2006
- مولد الروح، منشروات مجموعة البحث في القصة القصيرة، 2008
- خطاب ربات الخدور "مقاربة في القول النسائي العربي والمغربي"، رؤية للنشر والتوزيع، 2009
- الأدب الرقمي "أسئلة ثقافية وتأملات مفاهيمية"، رؤية للنشر والتوزيع، 2009
- الرواية العربية وزمن التكون من منظور سياقي، الدار العربية للعلوم ناشرون، 2012
- الفكر التنويري المستقبلية عند المنهج، دار الأمان للنشر والتوزيع، 2018
- مهدي المنجرة، المركز الثقافي للكتاب، 2019
- الفكر التنويري عند المهدي المنجرة، دار دلمون الجديدة، 2019
- الإنسانيات والرقميات في عصر ما بعد كورونا، فضاءات للنشر والتوزيع، 2020
- تحولات السرد الروائي: تجديد الوعي بالأدب وقراءته
- السرد النسائي العربي مقاربة في المفهوم والخطاب

## جوائز
- حصلت على الوشاح الملكيّ المغربي[6] (الكفاءة الوطنية) من بين 14 شخصية مغربية ودولية في المعرض الدولي للكتاب بالدار البيضاء 2012.[5]
- جائزة كتارا للرواية العربية، في فرع الدراسات النقدية لعام 2016 عن الدراسة «نحو الوعي بتحولات السرد الروائي العربي».[7][8][9]

## كتبوا عنها
- كتاب «فتنة الإبداع والسؤال النقدي في تجربة زهور كرام» الصادر عن مؤسسة “مقاربات” للنشر المغربية من تقديم سعيد يقطين[10]
- «تعتبر اليوم زهور كرام أحد أنشط الأسماء في الساحة الأدبية المغربية»[11]